# Паре не враћамо
Паре не враћамо је трећи студијски албум београдског бенда Прљави инспектор Блажа и Кљунови. Објављен је 2002, а издавач је био ИТММ. Песма Сунце туђег неба важи за најпознатију од укупно 12 с овог албума.